# La hija de la lágrima
La Hija de la Lágrima es el séptimo álbum de estudio en solitario del músico argentino Charly García. La muy publicitada ópera-rock fue lanzada el 30 de julio de 1994. Como tal, este trabajo incluye muchos pasajes instrumentales y de virtuosismo. Fue presentada en septiembre en diez "caóticas" funciones colmadas del Teatro Opera.
La historia de cómo se creó el álbum dice que García se encontraba en Barcelona (España), cuando escucha a dos señoras viejas peleando y oye a una decirle a la otra, después de pegarle con una chancleta: "No te olvides nunca que yo soy la hija de la lágrima"; ese cuadro fue lo que Charly necesitaba como inspiración para su disco. La canción Chipi chipi, es uno de sus temas más exitosos, en la cual fue considerada como la 81° mejor canción del rock argentino en la lista de Los 100 hits del rock argentino de la revista Rolling Stone.

## Historia
Este disco puede considerarse como un álbum "de transición", dado que muestra el camino que iban a tomar los discos posteriores de García, con varias capas de guitarras, teclados y voces. Uno de los conceptos usados por García para grabar el álbum, fue el denominado por él mismo random ("azar", una idea que Charly retomaría más de 20 años después para bautizar un disco). Charly no tenía una idea muy clara de lo que quería grabar, por lo que tocaba lo que se le venía a la mente. Más adelante continuaría con estos conceptos. «Overture» abre el disco, donde Charly toca capas y capas de sintetizadores hasta que comienza «Víctima», un intento por explicar el inexplicable desarrollo del concepto del disco.
Los éxitos son «La sal no sala» y «Chipi Chipi». Esta última que iba a llamarse «Canción sin fin», sin embargo a la hora de mandar el arte de tapa del disco, el descuidado encargado de hacerlo envió el borrador en lugar del material terminado, por lo que solo aparecían títulos preliminares y algunos nombres absurdos para las canciones.[cita requerida] Finalmente, García aceptó que el tema se llamara como es conocido desde entonces. «Chipi Chipi» fue escrita en diez minutos, después de que un ejecutivo de Sony Music de apellido Escalas se quejara de que al disco le faltaba un tema comercial. El videoclip es uno de los más difundidos de la carrera de Charly, con gran rotación en la cadena MTV_(Latinoamérica) donde aparece con el pelo teñido a lo Kurt Cobain, después del suicidio del líder de Nirvana.
«Kurosawa» es un tema dedicado al fotógrafo y amigo de Charly, Alejandro Kuropatwa.[cita requerida] El álbum está inspirado también por películas como Los Sueños de Akira Kurosawa (1990), 2001: Odisea del espacio (1968), de Stanley Kubrick y Chitty Chitty Bang Bang (1968), de Ken Hughes.
En el disco hay dos temas llamados «Atlantis», siendo el segundo sólo una versión extendida del primero. La canción «Locomotion» versiona libremente la canción «The Loco-Motion» de Little Eva.

## Lista de canciones
Todas las canciones escritas y compuestas por Charly García, excepto donde se indica. 
| N.º   | Título                              | Duración |  |
| 1.    | «Overture»                          | 3:01     |  |
| 2.    | «Víctima»                           | 5:01     |  |
| 3.    | «Jaco y Chofi»                      | 2:50     |  |
| 4.    | «Atlantis»                          | 2:17     |  |
| 5.    | «La sal no sala»                    | 3:38     |  |
| 6.    | «Chipi-Chipi»                       | 3:06     |  |
| 7.    | «Calle (Taxi)»                      | 2:26     |  |
| 8.    | «Love is Love»                      | 3:13     |  |
| 9.    | «Tema de amor»                      | 1:18     |  |
| 10.   | «Fax U»                             | 7:26     |  |
| 11.   | «Lament»                            | 1:06     |  |
| 12.   | «Intermedio» (Carlos Villavicencio) | 3:01     |  |
| 13.   | «Workin' in The Morning»            | 1:52     |  |
| 14.   | «Waitin'»                           | 4:10     |  |
| 15.   | «Kurosawa»                          | 5:50     |  |
| 16.   | «Chiquilín»                         | 2:10     |  |
| 17.   | «Andan (Excerpt)»                   | 0:19     |  |
| 18.   | «James Brown»                       | 0:44     |  |
| 19.   | «Intraterreno»                      | 2:49     |  |
| 20.   | «No Sugar»                          | 2:44     |  |
| 21.   | «Atlantis»                          | 3:58     |  |
| 22.   | «Locomotion» (Goffin/King)          | 2:10     |  |
| 23.   | «Andan (Complete)»                  | 3:22     |  |
| 68:31 |                                     |          |  |

En el sobre interno se indica: "producido por Dios".

## Músicos
- Charly García: Músico principal.
- Fernando Samalea: Batería y percusión.
- María Gabriela Epumer: Guitarras y voz.
- Juanse: Guitarra y voz en La sal no sala.
- Illya Kuryaki and the Valderramas: Voces en James Brown.
- Fabián Quintiero: Órgano y Bajo en La sal no sala.
- Fernando Lupano: Bajo en Taxi.
- Alfi Martins: Sampler en James Brown.
- Jorge Pinchevsky: Violín en Intraterreno.
- Bruja Suarez: Armónica.
- Luis Morandi: Percusión.

## Créditos
- Ingeniero: Osvel Omar Costa
- Asistente de Grabación: Javier Mazzarol
- Sobregrabaciones: Mario Breuer
- Mezclado: Chung King House Of Metal, Nueva York.
- Mezclado por: Joe Blaney
- Asistente de Mezcla: Jeff King
- Masterizado: Sterling Sound, Nueva York.
- Masterizado por: Ted Jensen
- Foto / Arte: Hubert Kretzschmar
- Diseño: A3